# 喙核桃
喙核桃（学名：Annamocarya sinensis）为胡桃科喙核桃属下的一个种。其种加词“sinensis”意为“中华的”。因果像核桃, 先端有鸟喙状尖头而得名。